# Бещадський національний парк
Бещадський національний парк (пол. Bieszczadzki Park Narodowy) — третій за величиною національний парк  Польщі. Розташований в  Підкарпатському воєводстві, у Західних бещадах на крайньому південному сході країни, поблизу кордону з Україною та Словаччиною.

## Історія

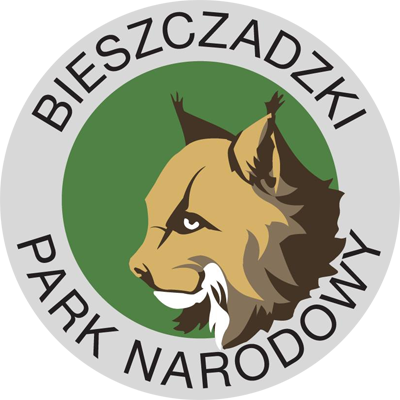
Логотип парку

Парк створений 4 серпня 1973 р.. Його площа становила на той час всього 59,55 км², але за наступні роки збільшилася майже в 4 рази. Останні розширення території було здійснено в 1996 і 1999 роках, коли до парку було включено території кількох колишніх українських сіл. Зараз територія парку становить 292,02 км² і включає найвисокогірніші райони польської частини гірського масиву Бещад. Найвища точка парку — гора Тарниця, висота якої становить 1346 м над рівнем моря. У 1992 році парк і навколишні його райони стали частиною біосферного заповідника  «Східні Карпати» із загальною площею 2132,11 км², куди також включено сусідні райони Словаччини та України.
З 2021 року 11% території парку включено до Списку об'єктів Світової спадщини ЮНЕСКО в Польщі

## Флора
Бещадський національний парк охоплює найвищі частини частини Східних Карпат у Польщі. Майже 80% території Бещадського національного парку займають природні листяні та мішані ліси з буком, вільхою сірою, явором, ялиною та ялицею, 15% з яких вважаються пралісами. Території із суворою охороною займають майже 70% площі парку. Це найвищий показник серед усіх національних парків Польщі.
На території Бещадського парку ростуть близько 780 видів судинних рослин, 250 видів мохів, 500 видів лишайників і 1000 видів грибів. 30 видів є ендеміками Східних Карпат, наприклад аконіт опушеноплодий, тоя буковинська, гвоздики картузійські, смілка карпатська, перестріч скельний. Над верхньою межею лісів, з висоти 1150-1250 метрів над рівнем моря, простягається низка східнокарпатських гірських пасовищ під назвою «полонини», яка займає площу близько 1 800 га. Майже 90 % цієї території знаходиться під суворою охороною. Випас худоби, який дуже інтенсивно здійснювався колишніми мешканцями, припинився на полонинах в середині 1940-х років. Тут росте ряд рослин, які є рідкісними або взагалі не зустрічаються в інших польських горах, таких як: фіялка дакійська, осот Вальдштайна, перестріч. Ранньою весною вздовж водотоків у великій кількості цвіте білоцвіт весняний. Тут зустрічається карпатський підвид, для якого характерні екземпляри з двома квітками на одному стеблі.

## Фауна
У парку мешкає понад 230 видів хребетних тварин. У достатку живуть такі ссавці, як ведмідь бурий, вовк, свиня дика, рись євразійська, кіт лісовий, зубр (в Бещадах живе близько 100 особин) та олень благородний.
Територія парку вкрай малонаселена, що забезпечує тваринам вільне пересування.
Орнітофауна парку налічує понад 140 видів птахів. Особливо цінними є великі хижі птахи, що гніздяться тут, зокрема беркут, підорлик малий, орел-карлик та рідкісний стерв'ятник. Серед сов тут зустрічається більшість рідкісних видів країни: сич волохатий, пугач палеарктичний, сова довгохвоста. На території Бещадського національного парку гніздяться також охоронювані види дятлів, у тому числі занесені до «Польської Червоної книги тварин»: дятел білоспинний та дятел трипалий. У найвищих частинах парку можна побачити рідкісні види високогірних птахів, таких як: щеврик гірський і тинівка альпійська, а також спорадично - скеляр строкатий.
Плазуни представлені, серед іншого, гадюкою звичайною та лісовим полозом.

## Галерея

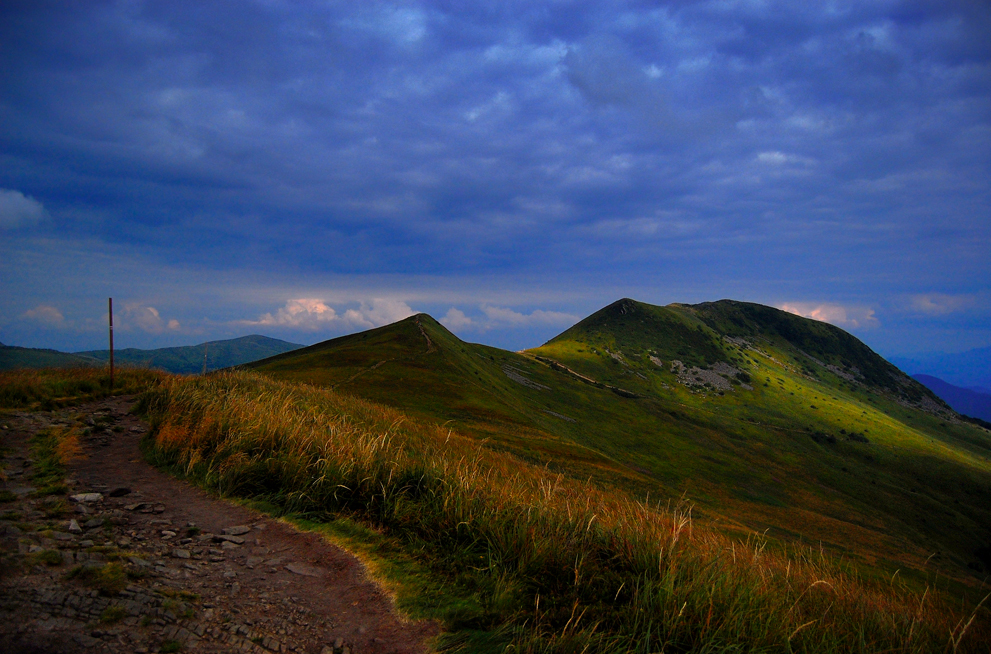
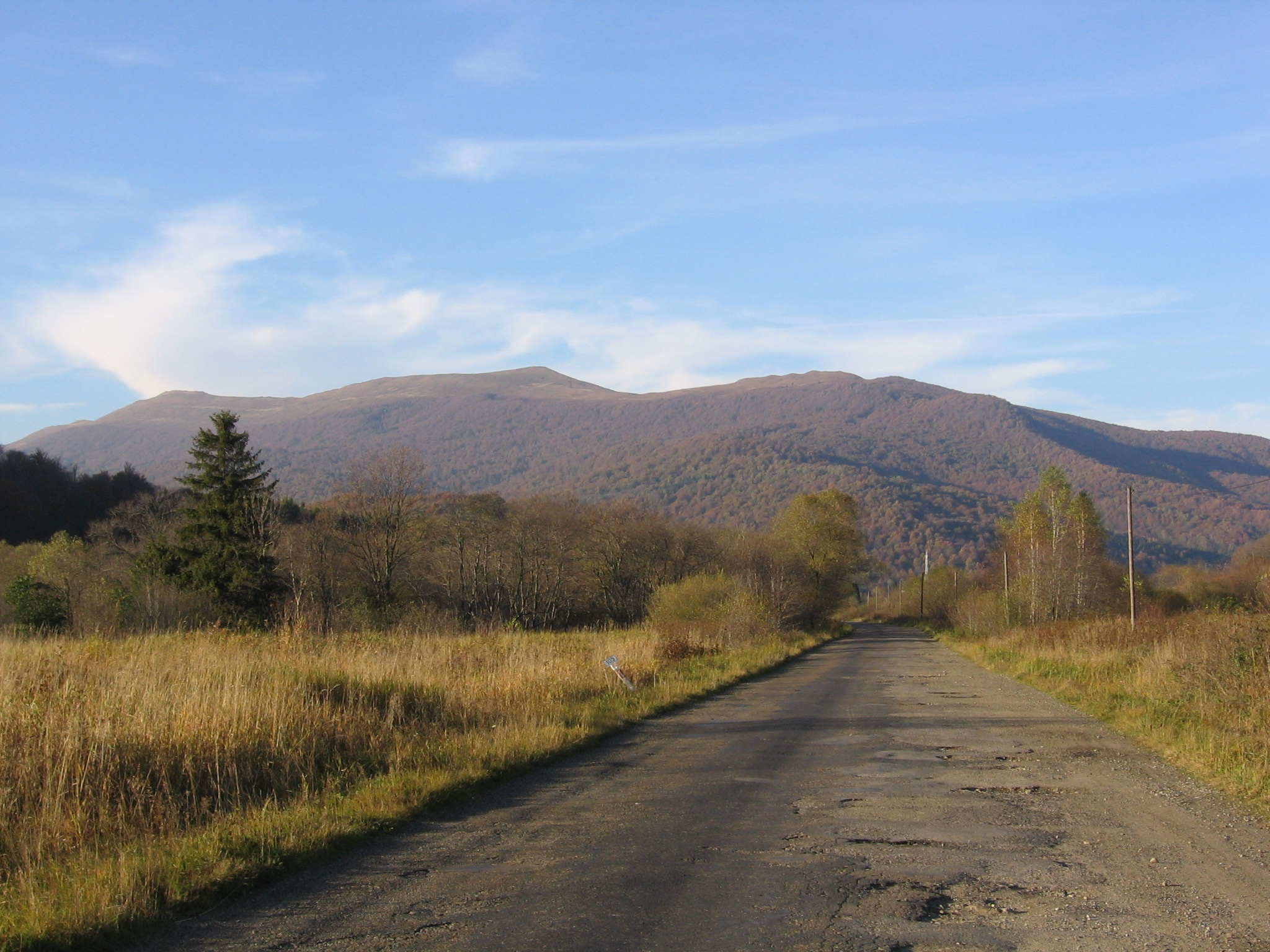
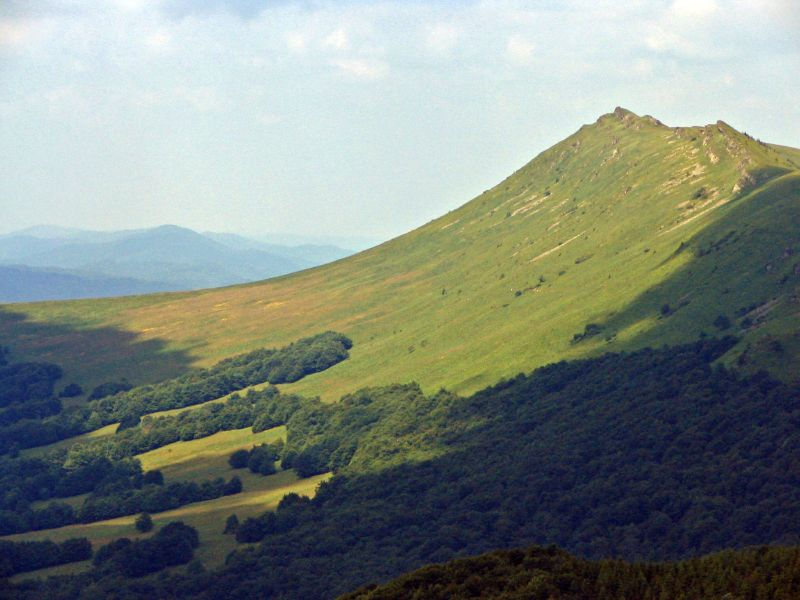

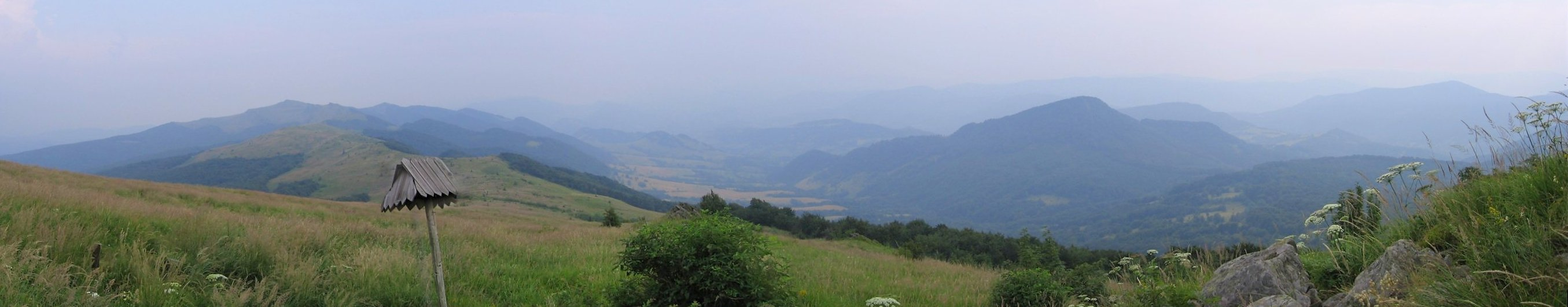
Панорама Високих Бещадів